# Клан Б'юкенан

Герб вождів клану Буханан.

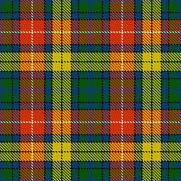
Сучасний тартан клану Буханан.

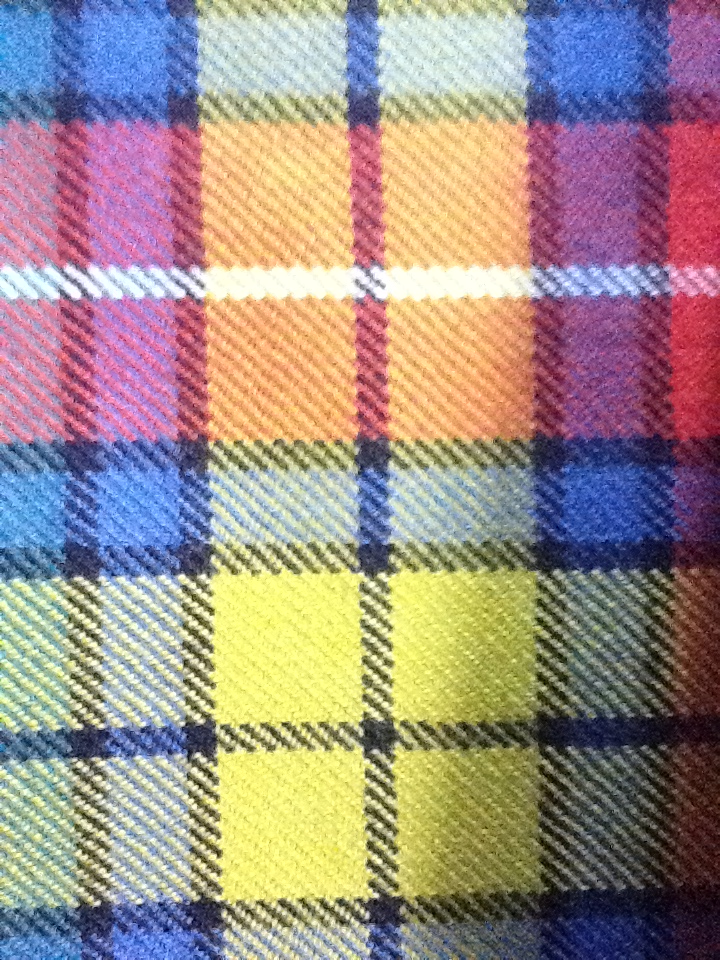
Давній тартан клану Буханан.

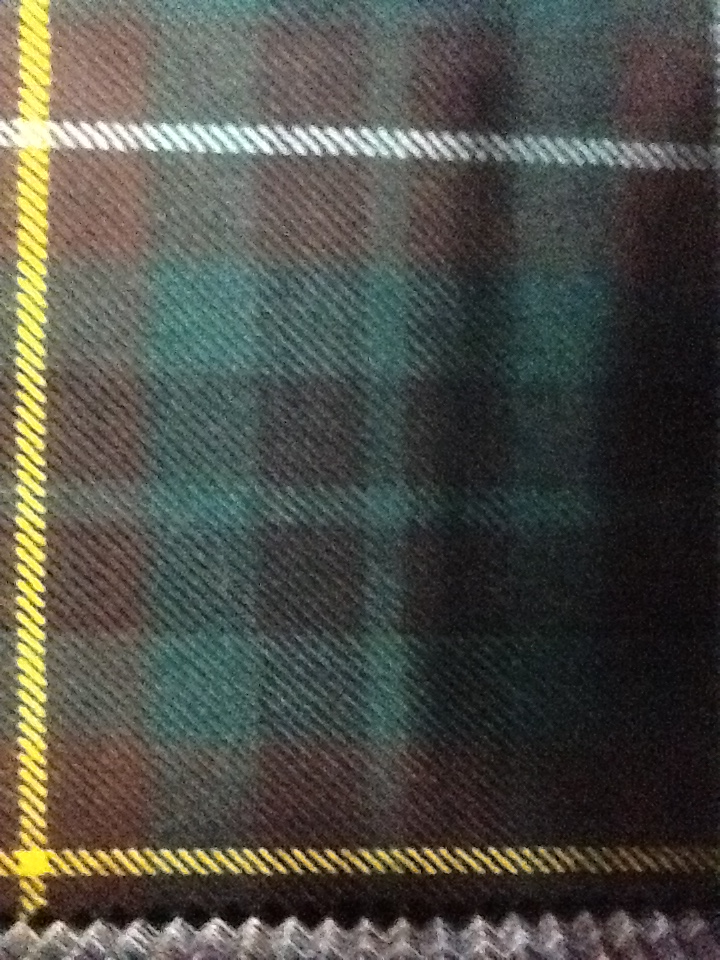
Мисливський тартан клану Буханан.

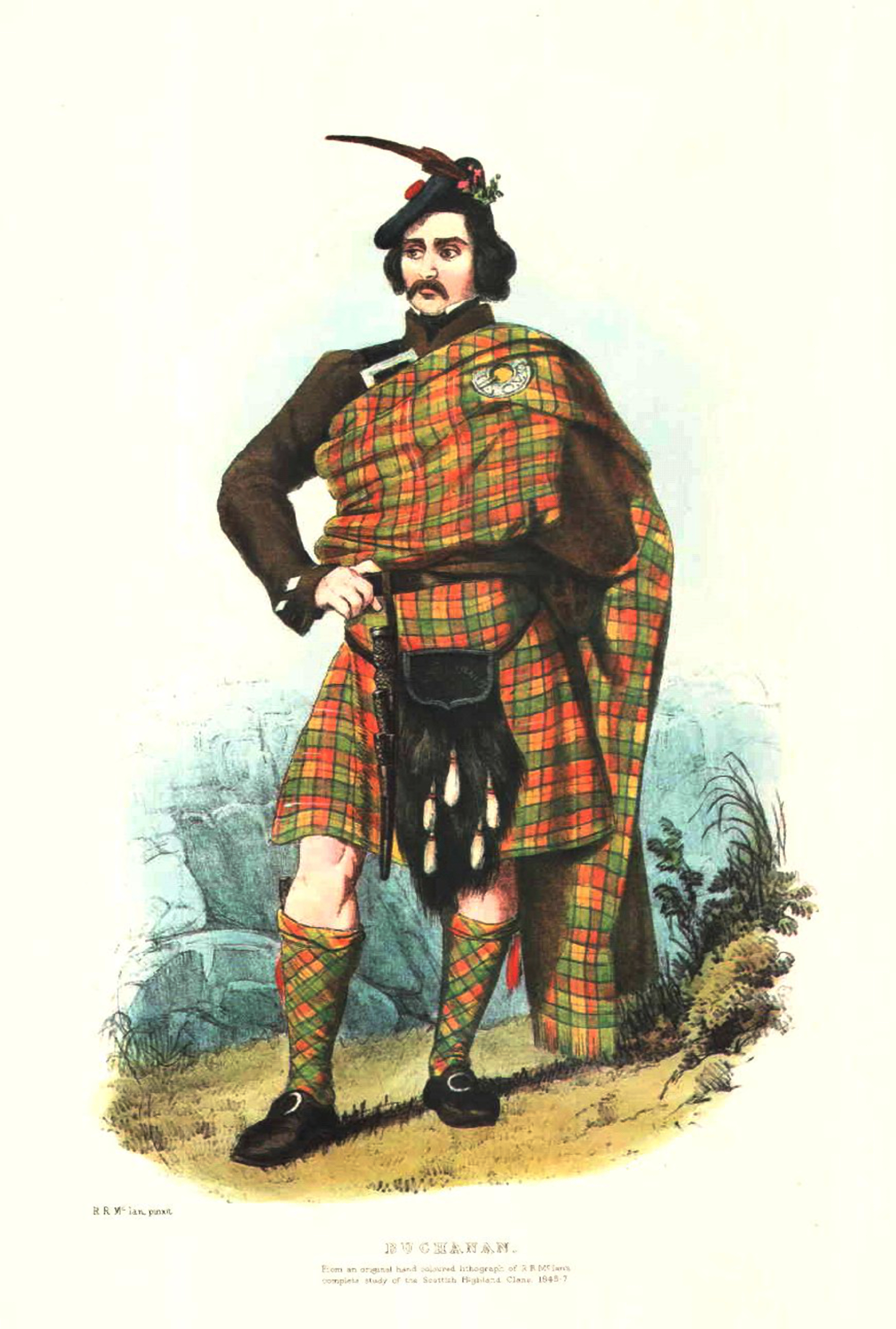
Чоловік клану Буханан у традиційному одязі. Малюнок художника Р. Р. МакЯна. 1845 рік.

Клан Б'юкенан (шотл. — Clan Buchanan, гельськ. — Clan Mac a'Chanonaich, Clan Bochanan) — клан Буханан, клан Боханан, клан Мак а-Ханонайх — один з кланів рівнинної частини Шотландії — Лоуленда. На сьогодні клан не має визнаного герольдами Шотландії вождя, тому називається «кланом зброєносців». Історично клан володів землями на східних берегах озера Лох-Ломонд з 1225 року. Ці землі були подаровані священику серу Абсалону Буханану (гельськ. — Absalon Buchanan) графом Леннокс.
Гасло клану: Clarior hinc honos — честь над усе (лат.)
Бойовий клич клану: Clareinch! — Клареінх!
Резиденція вождів: Замок Драймен, Стірлінгшир (шотл. — Drymen, Stirlingshire)
Останній вождь клану: Джон Буханан (помер у 1680 році)
Символ клану: гілка чорниці.

## Історія клану Б'юкенан

### ХІ— ХІІІ століття
Згідно давніх шотландських переказів та історичної традиції клан Б'юкенан походить від Анселана О'Каяна (ірл. — Anselan O Kyan), що належав до ірландського клану О'Кахайн (ірл. — Ó Catháin) і був королем невеликого васального королівства в Ольстері, мав свою резиденцію в Лімаваді, що біля Деррі. Він переселився в Аргайл у 1016 році. Але це повідомлення суперечить іншим шотландським джерелам, згідно яких предки клану Буханан отримали землю біля озера Лох-Ломонд біля селища Кіллерн (гельськ. — Killearn) в нагороду за допомогу королю Малкольму II в війні проти вікінгів.
Під час правління Малдуїна (гельськ. — Malduin) — мормера Ленноксу (1217—1250), Анселан III (гельськ. — Anselan III) отримав у володіння острів Клареніх (гельськ. — Clareinch) у 1225 році. Інша назва цього острова — Клар Ініс (шотл. — Clar Inis). Ця подія, цей острів згадується в творі «Клерікус Меус» (гельськ. — Clericus Meus), що можна перекласти як «мій священик». Цього вождя в інших джерелах потім називають Авесалом де Б'юкенен. Цей титул означав, що ця людина володіла землями в приході Буханан (Б'юкенен). Під час правління короля Шотландії Олександра II (1214—1249), Гілберт де Б'юкенен — сенешаль графа Леннокс отримав в 1231 році грамоту, що підтверджувала його право на володіння землями Клареніх та Буханан.

### XIV століття— війна за незалежність Шотландії
Сер Моріс Буханан — Х вождь клану Буханан одружився з Маргарет Ментех (гельськ. — Margaret Menteth). Маргарет була дочкою Вальтера Ментеха Раскі (гельськ. — Sir Walter Menteth Rusky) і онучкою сера Джона Ментеха — шерифа замку Думбартон та Гелени — дочки Гартнайта — графа Мар. Сер Джон Ментех, як вважається, зрадив борця за незалежність Шотландії Вільяма Воллеса, схопив його і передав англійському королю Едуарду І 5 серпня 1305 року. Коли Роберт Брюс почав війну за незалежність Шотландії, він заарештував сера Джона і кинув його за ґрати. Але у 1314 році за клопотанням його зятів, Маліса — графа Страхерна, сера Арчібальда Кембелла, Моріса Буханана, він був звільнений і помилуваний. Він мужньо воював за короля Шотландії, брав участь у битві під Баннокберн. Сер Джон брав участь в укладанні декларації Арброах у 1320 році.
Під час війни за незалежність Шотландії клан Буханан підтримав Роберта Брюса. 1306 року клан Буханан допоміг Роберту Брюсу втекти від переслідування ворогів. Моріс Буханан — Х вождь клану відмовився підписувати «Рагман ролс» — присягу на вірність королю Англії Едуарду І у 1296 році на відміну від інших вождів тогочасних шотландських кланів. Моріс Буханан служив графу Ленокс, брав участь у битві під Баннокберн. Хоча ці події були погано задокументовані в свій час і більше мають характер легенди.
Під час правління короля Шотландії Давида II (1324—1371) землі Буханан належали серу Гілберту Карріку.
Під час правління Дональда — мормера Леннокс (1333—1365) Моріс Буханан син і спадкоємець Моріса Буханана отримав грамоту на володіння землями Буханан та Салохі — від Акехіну до Алдмарру, від Ганерху до озера Лох-Ломонд. Ця грамота була підтверджена королем Давидом II у 1371 році.

### XV століття— війни кланів
Сер Олександр Б'юкенан — другий син Волтера Б'юкенена повів людей клану на підтримку французів у війні проти англійців в битві при Боже в 1421. Сер Олександр Б'юкенен зіткнувся лицем до лиця з герцогом Кларенс — другим сином короля Англії Генріха IV і під час поєдинку влучив герцогу в ліве око і вбив його. Пізніше сер Олександр Б'юкенен був убитий англійцями під час битви під Вернель 1424 році.
У XV столітті змінився герб клану Буханан. З гербу були видалені три голови кабанів і синьо-біла стрічка. Натомість на гербі з'явився чорний лев. Це було свідчення близькості вождів клану до роду королів Шотландії. Нинішній гребінь клану — з шапкою герцога, це натяк на вбивство в бою герцога Кларенса вождем клану.
У 1425 році король Шотландії Джеймс І стратив Мурдоха Стюарта,герцога Албані та його двох старших синів за зраду Батьківщині.
У 1443 році відбувся шлюб Ізабель Стюарт (дочки Мурдоха Стюарта) та сера Волтера Буханана.
У XV столітті спалахнула ворожнеча між кланами Буханан та МакЛарен. Клан МакЛарен брав участь у ярмарку, коли отримав звістку, що клан Буханан йде походом вверх по течії річки в Страхайр. Клан МакЛарен тут же кинувся до зброї і напав на клан Буханан. Відбулася битва між озброєними загонами кланів. Під час битви вождь клану МакЛарен побачив, що один з його синів оточений ворожими воїнами і крикнув бойовий клич клану «Крег Ан Туйрк!» (гельськ. — Creag An Tuirc) і кинувся в бій. За ним пішли воїни клану МакЛарен і воїни клану Буханан були порубані. Лише двоє воїнів з клану Буханан вціліли і кинулись в річку Білвайг. Але їх наздогнали — одного вбили в місцині Гратнафуаран, другого в місцині Срон Лайне.
У 1497 році вождь клану Макензі — Кеннет Макензі — VIII лерд Кінтайр був вбитий лердом Буханан.

### XVI століття— англо-шотландські війни та війни кланів
Під час англо-шотландських війн клан Буханан воював проти англійців і брав участь у битві під Флодден у 1513 році, де був вбитий старший син вождя клану Патрік Буханан. На той час Патрік вже був одружений з дочкою графа Аргайл і мав двох синів і дочку. Пізніше клан Буханан воював проти англійців в битві під Пінкі-Клев у 1547 році.
Джон Б'юкенан — другий син Волтера Б'юкенан — XIV вождя клану Б'юкенан і дядько Джорджа Б'юкенана — XV вождя клану Б'юкенан, став власником земель Арнпріор (шотл. — Arnprior), і мав відношення до епізоду історії, що став називатись «король Кіппен». Ця подія майстерно описана Вальтером Скоттом.

### XVII століття— громадянська війна на Британських островах
Під час громадянської війни на британських островах і так званої «Війни трьох королівств» клан Буханан підтримував ковенанторів. Сер Джордж Буханан командував полком Стірлінгсхайр і повів свій клан на битву під Данбар у 1650 році. Пізніше він очолив клан в битві під Інверкітінг. Під час цієї битви він потрапив у полон і помер у неволі того ж року. Він стверджував, що більшість офіцерів і солдат з полку Стірлінгсхайр були з клану Буханан і більшість з них загинула в битві під Інверкітінг. Але серед роялістів теж були люди з клану Буханан:
- Девід Буханан — воював за роялістів. Потрапив в полон під Вустером. Висланий в Бостон у 1652 році.
- Джон Буханан — воював за роялістів, потрапив в полон під Вустером, висланий в Бостон у 1652 році.

У битві під Ботвел Бріг у 1679 році на боці ковенанторів воював Джордж Буханан (157—1719) — потім він став суддею, відомим малтманом (дистилятором віскі), успішним купцем. Він був сином Ендрю Буханана, що володів маленькою фермою біля Драймена. Джордж мав чотирьох синів, що стали видатними громадянами міста Глазго: Джордж Б'юкенан Мосс Авхентошан (відомий малтмен і міський скарбник Глазго), Ендрю Б'юкенан Дрампеллер (лорд Тютюн і лорд-мер Глазго), Арчибальд Б'юкенан Сільвербенк Авхенторті (лорд Тютюн) і Ніл Б'юкенан Гіллінгтон (лорд Тютюн і член ради Глазго). Ці чотири сини заснували благодійну організацію Б'юкенан в Глазго.
Серед прибічників ковенанторів були:
- Олександр Буханан Бухліві — висланий у 1678 році до Америки.
- Ендрю Буханан Шіргартон — висланий у 1678 році до Америки.
- Гілберт Буханан з Глазго — висланий у 1678 році до Індії.

Майно клану Буханан у 1652 році згідно повідомлень Вільяма Буханана Авхмара було в прекрасному стані, належало лерду Джону Буханану і включало садибу барона Буханан, землі в парафіях Кіллерн, Страблейн, та деякі інші землі в графстві Леннокс, садибу Бадіндалох в Стірлінгширі, маєток Крайгміллар в Мідлохіані. У той же час вождь клану крім титулу і майна успадкував борги. І він не хотів вступати у права спадкоємця, доки його швагро Девід Ерскін — II лорд Кардросс не вирішив проблеми з кредиторами. Борги продовжують переслідувати Джона Буханана, аж доки його спадкоємець майор Джордж Грант (псевдонім Джорджа Буханана) не продав землі Хайленду Джеймсу Грему — III маркізу Монтроз. Маркіз Монтроз став власником баронства Буханан і це баронство стало резиденцією вождя клану Грем. До продажу Джон Буханан Арнпріор був розпорядником майна, а після продажу Джон Буханан Арнпріор отримав чверть майна від маркіза Монтроз за послуги. Останній вождь клану Буханан помер у 1681 році не лишивши нащадків.

### XVIII століття— повстання якобітів
Клан Буханан не брав участі в повстаннях якобітів 1715 та 1745 років. Це пов'язано з тим, що клан на той час не мав вождя. У той же час окремі люди клану Буханан підтримали повстанців та Стюартів, а інші підтримали уряд та Ганноверську династію.
Прихильники якобітів:
- Олександр Б'юкенан (нар. 1728) — син лерда Авхлеші, капітан армії якобітів у полку герцога Перт. Висланий в Америку, в Меріленд у 1747 році на кораблі «Джонсон».
- Джон Б'юкенан — житель Охтерадеру, Пертшир, солдат армії якобітів полку герцога Перт. Висланий в Америку в колонію Меріленд на кораблі Гілдарт" у 1747 році.
- Джон Б'юкенан — пивовар з Кілмахога. Записався в армію якобітів і дійшов з ними до Кріффа.
- Френсіс Б'юкенан — з Арнпріору, з Лінні-хауза. Заарештований. Звинувачений у державній зраді і страчений в Карлайлі 18 жовтня 1746 року. Філіпа Вебб — лорд Мілтон, клерк суду написав з приводу цього вироку і страти: «…Краще було позбутися однієї такої людини, ніж потім засудити 99 людей…»
- Патрік Б'юкенан — брат Френсіса Б'юкенана Арнпріора. Записався в армію якобітів в полк герцога Перт, дійшов з полком до Кріффа. Виправданий судом по причині його молодості.
- Томас Б'юкенан — брат Френсіса Б'юкенана Арнпріора. Виправданий судом на підставі його надто юного віку.
- Роберт Б'юкенан — капітан армії якобітів полку герцога Перт, син Бейлі Б'юкенана Богастл. Загинув  час битви під Куллоден.
- Джон Б'юкенан Стюарт з полку Епін, помер у в'язниці.
- Джон Б'юкенен Гордон з полку Гленбукетт від Інвернессширу, загинув під час битві під Куллоден.
- Джон Б'юкенан — слуга Девіда Стюарта Баллахалана. Був кіннотником. Подальша доля невідома.
- Дункан Б'юкенан — відомий агент якобітів і клерк Енея Макдональда — банкіра Чарльза Едварда Стюарта в Парижі. Він був одним з «семи Мойдартів». Подальша доля невідома.

Серед прихильників уряду Великої Британії під час повстань якобітів були:
- Ендрю Б'юкенан Дрампеллер — лорд Тютюн та лорд-мер Глазго в (1740—1742 роках). Після перемоги якобітів в битві під Престонпанс 21 вересня 1745року Джон Хей прихильник принца Чарльза та армії якобітів прибув в Глазго 25 вересня 1745 з листом з вимогою кредиту в £ 15 000. Б'юкенан і п'ятеро радників були обрані для переговорів з Хеєм, їм вдалося отримати зниження вимог до £ 5 500. Б'юкенан збирав кошти на підтримку уряду Великої Британії, і якобіти, дізнавшись про це, вимагали від нього ще £ 500. Попри погрози, він відповів: «Вони можуть грабувати мій будинок, якщо їм заманеться, але я їм не буду платити жодного пенні.»
- Арчибальд Б'юкенан Драммакілл був відкритим прихильником уряду Великої Британії, очолював магістрат і міліцію. Після поразки якобітів під Куллоден 16 квітня 1746 року, Вільям Мюррей — маркіз Туллібардін переховувався біля озера Лох-Ломонд у володіннях клану Буханан, в будинку Арчібальда Б'юкенана Драммакілла (чоловіка двоюрідної сестри маркіза). Арчибальд Б'юкенан Драммакілл прийняв капітуляцію виснаженого маркіза, схопив його, порушивши закони гостинності Хайленду, передав його гарнізону замку Думбартон. За це він був підданий остракізму і йому радили назавжди покинути Шотландію. Маркіз Туллібардін був ув'язнений в Тауері і помер там 9 липня 1746 року.

## Замки клану Буханан
- Замок Буханан-аулд-хаус (шотл. — Buchanan auld House)
- Замок Буханан (шотл. — Buchanan Castle) — зруйнований в XIX столітті.
- Замок Буханан Кіллерн (шотл. — Buchanan Killearn)
- Замок Крайгенд (шотл. — Craigend Castle)
- Замок Дангласс (шотл. — Dunglass Castle) — в Дунбартонширі
- Замок Норсбар (шотл. — Northbar Castle)
- Замок Френсіс-форт (шотл. — Francis Fort)
- Замок Країни Вовка (шотл. — Wolfshire Manor).

## Гілки клану Буханан
- Авхневен (шотл. — Auchneven)
- Лені (шотл. — Leny)
- Драмікілл (шотл. — Drumikill)
- Карбех (шотл. — Carbeth)
- Арнпріор (шотл. — Arnprior)
- Спітал (шотл. — Spital)
- Авхмар (шотл. — Auchmar)

## Септи клану Буханан
Calman, Colman, Cormack, Cousland, Dewar, Dove, Dow, Gibb, Gibbon, Gibson, Gilbert, Gilbertson, Harper, Harperson, Leavy, Lennie, Lenny, MacAldonich, MacAlman, MacAslan, MacAslin, MacAuselan, MacAuslan, MacAusland, MacAuslane, MacAlman, MacAlmont, MacAmmond, MacAsland, MacChruiter, MacCalman, MacColman, MacCormack, MacCubbin, MacCubbing, MacCubin, MacGeorge, MacGibbon, MacGreuisich, MacGubbin, MacInally, MacIndeor, MacIndoe, MacKinlay, MacKinley, MacMaster, MacMaurice, MacMurchie, MacMurchy, MacNeur, MacNuir, MacNuyer, MacQuattie, MacWattie, MacWhirter, Masters, Masterson, MacCaslin, Morrice, Morris, Morrison, Murchie, Murchison, Richardson, Risk, Rusk, Ruskin, Spittal, Spittel, Walter, Walters, Wason, Waters, Watson, Watt, Watters, Weir, Yuill, Yool, Yule, Zuill.

## Вожді клану Б'юкенан
- І — Анселан О'Каян (гельськ. — Anselan O'Kyan) — син дрібного ірландського короля з Ольстера, переселився в Шотландію, був на службі короля Шотландії Малкольма II, отримав за службу землі в Ленноксі. Одружився зі спадкоємицею клану Денністоун. У них був син Джон.
- ІІ — Джон
- III — Анселан (гельськ. — Anselan)
- IV — Волтер
- V — Гіралд — він же Бернард
- VI — Мак Бех (гельськ. — MacBeath)
- VII — Анселан МакКаусланд (гельськ. — Anselan MacCausland) — сенешаль графа Леннокс у 1225 році, отримав грамоту на володіння землями біля озера Лох-Ломонд та острова Клареніх, мав тьох синів: Гілберта, Мехліна та Колмана — предка клану МакКолеман.
- VIII — Гілберт Буханан (гельськ. — Gilbert Buchanan)
- IX — Сер Моріс Буханан (гельськ. — Sir Maurice Buchanan)
- Х — Сер Моріс Буханан (гельськ. — Sir Maurice Buchanan) — дожив до поважного віку, одружився з дочкою сера Вільяма Ментейт Раскі.
- XI — Сер Волтер Буханан — одружився з Маргарет і мав трьох синів (Вальтера його спадкоємця, Олександра, що вбив в бою герцога Кларенса під Боже в 1421 році і що потім загинув у битві під Верне в 1424 році, і Джона Авхмара, що який одружився з Джанет спадкоємицею клану Лені, мав дві дочки — Елізабет і Жан.
- XII — Сер Волтер Буханан — у першому шлюбі мав трьох синів: Патріка — його наступника, Вальтера і Томаса — предків кланів Гартінкабер та Драмікілл Карбех і одну дочку. Вдруге одружився з Ізабель Стюарт.
- XIII — Патрік Буханан — одружився Джонет Каннінгем Гелбрейт, мав сина Волтера — наступника та дочку Анабеллу. Крім того мав позашлюбного сина Патріка.
- XIV — Волтер Буханан — одружився Ізабель Грем, мав чотирьох синів: Патрік, що одружився з дочкою графа Аргайл, мав сина Джорджа, що став вождем клану, Джона — предка септи Арнпріор, Моріса і Волтера — предка септи Спіталь, двох дочок — Маргарет і Елізабет.
- XV — Джордж Буханан
- XVI — Сер Джордж Буханан
- XVII — Сер Джон Буханан
- XVIII — Сер Джордж Буханан
- XIX — Джон Буханан — одружився в 1653 році з Мері Ерскін, мав дочку Єлизавету. Після смерті Мері він одружився в 1677 році з Жанною Прінгл, мв дочку Джанет. Помер у 1682 році, не залишив спадкоємців, пряма лінія вождів була перервана. Багато земель і нерухомості клану Б'юкенен були продані за борги.
- XX — Майор Джордж Буханан (він же Джордж Грант)